# Grigori Koulik
Pour les articles homonymes, voir Koulik.
Grigori Ivanovitch Koulik (en russe : Григо́рий Ива́нович Кули́к ; 9 novembre 1890 à Doudnikovo, gouvernement de Poltava - 24 août 1950 à Moscou) est un officier soviétique. Il fut maréchal de l'Union soviétique et héros de l'Union soviétique.

## Biographie
Il fut un commandant notoirement inefficace et un bureaucrate opposé aux innovations.
Grigori Koulik prit part à la Première Guerre mondiale, à la guerre civile russe, à la guerre soviéto-polonaise, à la guerre civile espagnole, à la guerre d'Hiver et à la Seconde Guerre mondiale. En 1943, il commande le 24e armée soviétique. 
Arrêté en 1947 sur ordre de Joseph Staline, il resta en prison jusqu'à sa condamnation à mort et son exécution pour trahison, le 24 août 1950. Le bourreau Vassili Blokhine fut chargé de cette exécution. Koulik a été réhabilité par Nikita Khrouchtchev en 1956, et à titre posthume restauré au grade de maréchal de l'Union soviétique.